# Estádio Silvio Piola (Vercelli)
O Estádio Silvio Piola (Vercelli) está localizado bem no centro da cidade de Vercelli na Italia é a casa do Pro Vercelli, principal clube de futebol da cidade.

## Historia

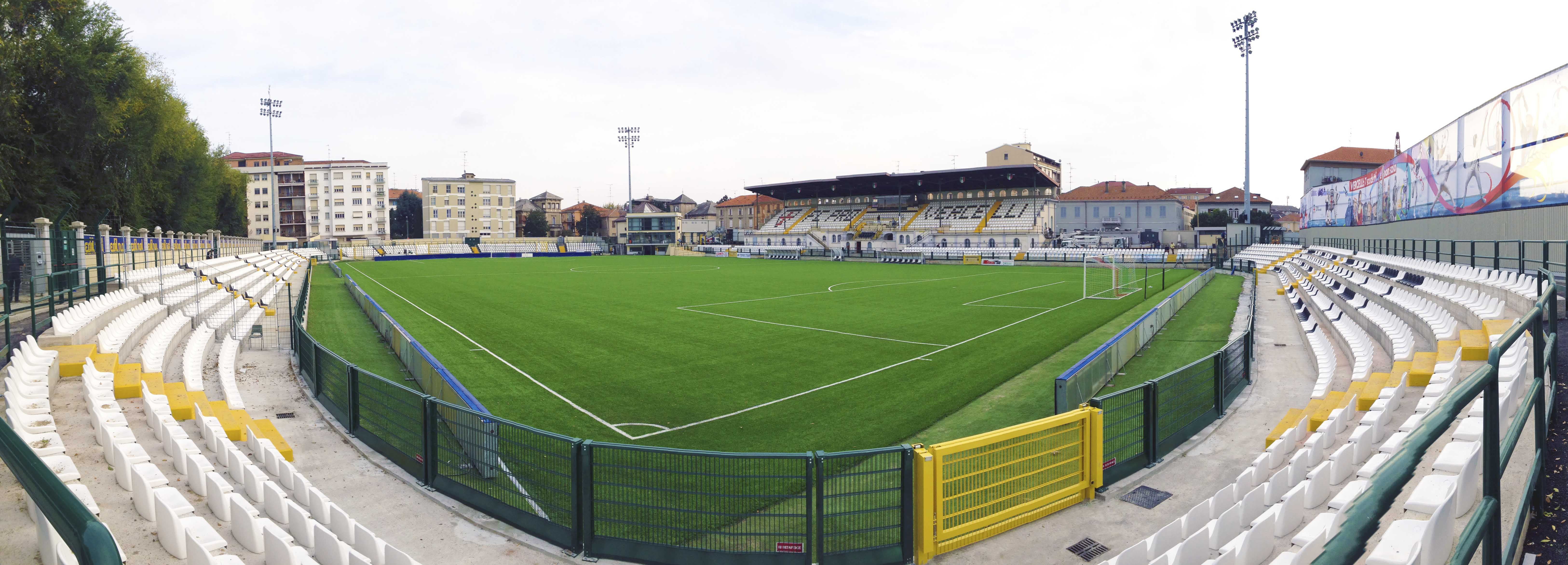
Interior do estádio, fotografado em Curva Ovest.

Inaugurado em 1932, o estádio inicialmente recebeu o nome de Leonida Robbiano. Em 1998, o estádio mudou para o nome atual em memoria de Silvio Piola futebolista Italiano que de 1929 a 1934 marcou 51 gols em 127 partidas pelo Pro Vercelli.
Originalmente o estádio tinha capacidade para receber 12 mil espectadores. Em 2011, o estádio teve o gramado substituído por grama sintética e em 2012, após o acesso do Pro Vercelli, a Segunda Divisão Italiana passou por amplas melhorias nas arquibancadas, bilheterias, vestiários, e sistema de vídeo de monitoramento, alem do sistema de iluminação, melhorias dos acessos para o público e melhorias da visibilidade do campo de jogo deixando o estadio "moderno" e aconchegante embora muito pequeno.